# Hyla plicata
Hyla plicata är en groddjursart som beskrevs av Brocchi 1877. Hyla plicata ingår i släktet Hyla och familjen lövgrodor. IUCN kategoriserar arten globalt som livskraftig. Inga underarter finns listade i Catalogue of Life.